# Caroline Kaplan (Schauspielerin)
Caroline Rose Kaplan (* vor 2000) ist eine US-amerikanische Schauspielerin.

## Leben
Ihr Debüt als Schauspielerin gab Caroline Kaplan in der US-amerikanischen Fernsehserie Proof, wo sie in allen zehn Episoden in der Nebenrolle Janel Ramsey zu sehen war. In der Folge hatte sie Episodenauftritte in mehreren Serien, wie Bull, Orange Is the New Black und FBI: Most Wanted. In dem 2020 veröffentlichten Kurzfilm Pieces of Me von Julia Max spielte sie die Hauptrolle Natalie Bittman. Für diese Rolle wurde sie beim Festival FilmQuest in der Kategorie „Best Actress - Short“ und beim Nightmares Film Festival in der Kategorie „Best Lead Performance“ nominiert. Zudem verkörperte sie auch in der 2020 veröffentlichten US-amerikanischen Miniserie The Plot Against America die Rolle Anne Morrow Lindbergh in drei Folgen.

## Filmographie (Auswahl)
- 2015: Proof (Fernsehserie, 10 Folgen)
- 2017: Bull (Fernsehserie, 1 Folge)
- 2017: Navy CIS: New Orleans (Fernsehserie, 1 Folge)
- 2018: Orange Is the New Black (Fernsehserie, 1 Folge)
- 2019: Divorce (Fernsehserie, 1 Folge)
- 2020: The Plot Against America (Fernsehserie, 3 Folgen)
- 2020: Pieces of me (Kurzfilm)
- 2022: FBI: Most Wanted (Fernsehserie, 1 Folge)